# Jean Svagelski
Jean Svagelski, né le 5 décembre 1924, à Châlons-en-Champagne (Marne) et décédé le 27 mars 2009, à Dijon (Côte- d'Or), est un  philosophe français. Élève et disciple des philosophes Gaston Bachelard et Georges Canguilhem, il s'inscrit dans la tradition de l'épistémologie française en y apportant un éclairage novateur.
Spécialiste du Siècle des Lumières, il accède au grade de Docteur d’État avec sa thèse consacrée à « L’idée de compensation en France, 1750-1850 », publiée en 1981. Il y montre l’importance heuristique de cette notion dans l’histoire des idées et le développement de la connaissance.
Sa vie et son œuvre témoignent d’un attachement indéfectible pour l’enseignement de la philosophie, discipline qu’il fait rayonner jusqu’à la fin de sa vie dans la communauté scolaire et universitaire, à la fois comme pédagogue et comme penseur.

## Biographie
Jean Svagelski est né le 5 décembre 1924, à Châlons-en-Champagne. Son père Henri Svagelski est militaire, sous-officier, et sa mère Simonne née Neuhauser, fille d'agriculteur. Il est l'aîné d'une fratrie de quatre enfants, Ginette, Françoise et Philippe.
L’amitié que lui porta au cours de sa jeunesse châlonnaise l’écrivain et poète Henri Vendel influença son parcours . Henri Vendel était notamment directeur de la bibliothèque municipale et des musées de Châlons-en-Champagne, fondateur des bibliothèques circulantes. Il s’imprégna alors non seulement des grands textes classiques mais aussi des idées contemporaines comme celles de Jean-Paul Sartre et de Gaston Bachelard, champenois comme lui .
Après des études secondaires au lycée de sa ville natale,  études interrompues épisodiquement pendant la Seconde Guerre mondiale, il poursuit ses études supérieures à Paris, en hypokhâgne et khâgne au lycée Henri-IV. 
Après la guerre, il oriente son activité comme penseur engagé au cœur du savoir, en philosophie, discipline charnière la plus à même, pour lui, de faire le lien entre la connaissance des idées et celle de la vie et du vivant.
Il  fait ses études de philosophie à Paris, à l'Université de la Sorbonne, et suit les cours du philosophe Gaston Bachelard jusqu'à l'obtention de sa licence et de sa maîtrise.
Élève et disciple de Gaston Bachelard, une grande amitié liera les deux philosophes.
Il décide de consacrer alors sa vie à l’enseignement de la philosophie tout en apportant par ses travaux de recherche sa contribution au développement des idées.
Il enseigne d’abord la philosophie à Strasbourg, au lycée Fustel-de-Coulanges et obtient le CAEC de philosophie en 1950 en suivant les cours de Georges Canguilhem, professeur à l'Université.
Il épouse Paulette Modin, fille de l'artiste-peintre Véronique Filozof, en 1948, à Mulhouse.
Il est nommé au Lycée Alphonse-Daudet, à Nîmes, où il enseigna de 1951 à 1965 avant de rejoindre un poste en classe de terminale et en classe préparatoire aux grandes écoles, au Lycée Carnot de Dijon, de 1965 à 1977. Agrégé de Philosophie, il devient en 1977 Inspecteur d'académie - inspecteur pédagogique régional auprès des enseignants de philosophie dans les Académies de Lyon, Dijon, Besançon, Reims, Strasbourg, mission qu’il exerçera jusqu’à son départ en retraite, en 1989. 
Tout en menant des activités d’enseignement, de conseil et de formation auprès des enseignants eux-mêmes, il oriente ses recherches en épistémologie aux côtés de Georges Canguilhem et de François Dagognet. 
De plus, son intérêt pour les philosophies de la nature (en particulier pour Bernardin de Saint-Pierre) et pour les philosophes du XVIIIe siècle font de lui un spécialiste du Siècle des Lumières.
Georges Canguilhem ne cessa de l'accompagner tout au long de sa carrière, dans le cadre de ses fonctions d'Inspecteur Général de Philosophie et de ses multiples activités, dont celles menées à l'Institut d'Histoire et de Philosophie des Sciences et des Techniques dont Gaston Bachelard fut auparavant le directeur.
Il obtient, en 1979, à l'Université de Lyon le grade de Docteur-ès-lettres pour ses travaux de recherche en histoire et en philosophie des sciences et des techniques avec sa thèse consacrée à « L’idée de compensation en France, 1750-1850 ». Publiée en 1981, celle-ci s'attache à montrer l’importance de ce concept comme principe essentiel de découverte dans le domaine de l’histoire des idées et dans le développement de la connaissance. En 1985, cet ouvrage est lauréat du prix Gegner de l'Académie des sciences morales et politiques. 
Ainsi que l'écrit le philosophe Jean-Claude Beaune : 

« [cet ouvrage] présente un point nodal de l'histoire des idées[…] met au jour une interrogation éternelle, que peut-on, que doit-on sacrifier à l'ordre absolu, à l'éternel retour de l'unique et du même ? Question de philosophe, question de pédagogue, question engagée...C'est proposer une lecture ouverte, originale, de l'histoire des sciences et de la philosophie[…] »

Jusqu’à son décès, le 27 mars 2009 à Dijon, il ne cessa d’apporter sa contribution au débat sur l'histoire des idées, au développement de la connaissance, indissociable, à ses yeux, de la connaissance de la vie et du vivant, et de faire avancer l’enseignement de la philosophie, comme ses publications et conférences en apportent le témoignage.
Il est le père d'Anne Brousmiche, membre correspondant de l'Académie de Nîmes.

## Œuvre

## Sources
- Jean-Claude Beaune, Philosophie des milieux techniques : la matière, l'instrument, l'automate, Champ Vallon, coll. « Milieux », 1999 (lire en ligne)
- Pierre Guenancia, « Hommage à Jean Svagelski », Cahiers Gaston Bachelard Bachelard et la pensée allemande, no 11,‎ 2010